# Dzsanmadao
A Dzsanmadao(斬馬刀,zhǎn mǎ dāo) egy gyalogsági, szimpla pengéjű, kétkezes kínai kard. A Szung-dinasztia korában (960-1279) volt igazán elterjedt.

## Leírás
A Dzsanmadao egy hosszú, egyenes pengével rendelkező fegyver volt, aminek az utolsó harmada kis görbületben végződött. Markolata burkolt, és úgy volt kialakítva, hogy két kézzel fogható legyen. Cseng-császár javaslatára hozták létre, és fő célja az volt, hogy a lovak lábát egy vágással átvágja. Bizonyos elbeszélések szerint arra is képes volt a kard forgatója, hogy egy vágással vágja át a lovat és annak lovasát.
Megjelenését 1072-re datálják. Wu Jing Zong Yao Szung-kori fegyverekről szóló leírás tesz róla említést először.
Egy, a Dzsanmadaohoz hasonló, szintén kétkezes kard a Nagamaki, amely burkolt markolattal rendelkezett, mérete pedig 37 cm volt. A penge mérete 114 cm és szintén kis görbületben végződött.

## Változatai
Hasonló kínai kardok a Csangdao, Miao Dao és a Wodao.
A Dzsanmadao lehetett egy japán fikcionális kard, a Zanbató alapja is, ami egyes szóbeszédek szerint szintén képes volt arra, hogy a lovat és lovasát egy csapással elpusztítsa.
A nyugati harcászatban ehhez hasonló kard a Zweihänder lehetett, amit szintén azzal a céllal hoztak létre, hogy a lándzsásokhoz hasonló formációkat lehessen vele felvenni, illetve az elől galoppozó lovak gyenge pontját, a mellső két lábat le tudják vágni. Ám ennek történelmi pontossága a mai napig vitatott.
A katanával megegyező vonásait pedig azzal magyarázhatjuk, hogy mindkettő a Han-kori Dao-ból fejlődött ki.

## Hasonló jellegű fegyverek
- Dao

- Katana

- Csangdao

- Zanbató

- Maio Dao

- Wodao

- Nagamaki

## Fordítás
Ez a szócikk részben vagy egészben  a   Zhanmadao című angol Wikipédia-szócikk fordításán alapul.  Az eredeti cikk szerkesztőit annak laptörténete sorolja fel. Ez a jelzés csupán a megfogalmazás eredetét és a szerzői jogokat jelzi, nem szolgál a cikkben szereplő információk forrásmegjelöléseként.